# Loch Seaforth
Der Loch Seaforth, gälisch: Loch Shiphoirt, ist ein Meeresarm des zur Schottischen See gehörigen Minch. Er tritt in die Landmasse der schottischen Hebrideninsel Lewis and Harris ein. Nach ihm ist die Linie der Earls of Seaforth benannt, die einst von Lews Castle über Lewis herrschten. Auch das Regiment der Seaforth Highlanders und eine Fähre der Reederei Caledonian MacBrayne sind nach dem Meeresarm benannt.

## Geographie
Der Meeresarm tritt an der Südostküste der Doppelinsel in die Landmasse ein. Zunächst rund fünf Kilometer breit, geht am Südufer die Bucht Loch Trollamarig ab und Loch Seaforth verjüngt sich sukzessive auf eine Breite von rund 1,5 km. Nach einer Strecke von 12,5 km in nordwestlicher Richtung, knickt der Verlauf des Loch Seaforth unvermittelt nach Nordosten ab. Es führt weitere neun Kilometer in die Landmasse hinein und weist an seiner engsten Stelle eine Breite von nur noch 400 m auf. Dann spaltet sich die Bucht in zwei Arme auf, die in Ost-West-Richtung verlaufen. Den kurzen westlichen Arm dieses auch als Upper Loch Seaforth bezeichneten Abschnitts, bildet die Bucht Tob Kintaravay.
Auf dem ersten, in nordwestlicher Richtung verlaufenden Abschnitt bildet Loch Seaforth die Grenze zwischen den beiden Inselteilen Lewis und Harris. An beiden Ufern begrenzen steil ansteigende Berge den Loch. An dem Knick liegt mit der Seaforth Island die größte Insel in Loch Seaforth. Mit Ausnahme weniger Weiler finden sich keine Siedlung entlang von Loch Seaforth.